# Us and Them (film)
Us and Them (後來的我們S) è un film del 2018 diretto da Rene Liu.
La storia di amore tra due persone che si ritrovano a dieci anni dal loro primo incontro e dopo essersi lasciati da tempo. La narrazione è quasi tutta in flashback con immagini a colori, mentre la parte al presente è in bianco e nero.

## Trama
Durante il periodo di Chunyun del 2007 un ragazzo di nome Jianqing e una ragazza di nome Xiaoxiao si conoscono mentre da Pechino tornano alla loro città di origine. In comune hanno il sogno di fare successo ma anche una realtà fatta di stenti. A Pechino prenderanno a frequentarsi e dopo varie vicissitudini e una relazione finita male per lei, cominciano una convivenza che finirà in un successivo capodanno cinese per diventare una relazione. Jianqing è frustrato dal suo insuccesso lavorativo e si vede costretto a commerciare con il software illegale e i filmati pornografici. Ossessionato dalle difficoltà nel realizzarsi rompe con Xiaoxiao poi finisce anche in prigione e lei lo copre in un ulteriore capodanno fingendosi sua compagna di fronte al padre di lui. Jianqing non capisce i sentimenti di Xiaoxiao e si getta con tutto sé stesso sul lavoro, riuscendo ad emergere con un suo vecchio progetto di un videogioco. Fa fortuna, diventa famoso, e non fa mistero che dietro al concetto che è alla base dello stesso videogioco ci sia il legame sentimentale con una persona speciale. Xiaoxiao assiste al suo successo ma i due sono ormai lontani.
Quando si incontrano di nuovo lui ha una moglie e un figlio e per lei diventa impossibile anche solo sperare in un ritorno di fiamma. La notte passata insieme fa però riflettere entrambi e una lettera del padre di Jianqing, ormai morto, fa capire come lui avesse preferito Xiaoxiao per suo figlio, cui rimane solo un rimpianto, forse.

## Produzione
Le riprese del film si sono svolte in inverno nella freddissima Hailar e in alcuni giorni la temperatura ha raggiunto i 40 gradi sotto zero mettendo in grande difficoltà la produzione.

## Riconoscimenti
- 2018 - Golden Horse Film Festival
  - Candidatura per il miglior regista a Rene Liu
  - Candidatura per il miglior attore non protagonista a Tian Zhuangzhuang
  - Candidatura per la miglior sceneggiatura a Yuan Yuan, He Yuming, Pan Wei, An Zhen e Rene Liu
  - Candidatura per la miglior canzone originale a We
- 2018 - Chinese Film Media Awards
  - Premio del pubblico per la miglior canzone a We
  - Attrice più popolare a Zhou Dongyu